# 쉬운 영어 위키백과

쉬운 영어 위키백과의 로고.

쉬운 영어 위키백과(Simple English Wikipedia 심플 잉글리시 위키피디어[*])는 영어가 모국어가 아닌 영어 학습자들과 영어 교사들의 요구에 부응하여 쉬운 영어(Basic English)와 특수 영어(Special English)로 제작된 위키백과의 여러 언어판들 중의 하나이다. 이곳의 글은 통상적인 영어 위키백과보다 덜 복잡하기 때문에 영어 교습이나 컴퓨터 교육에 좀 더 편리하게 사용할 수 있다.
2019년 4월 9일 기준으로, 144,312개 이상의 문서를 보유하고 있다. 기호는 simple이다.

## 개요
'쉬운 영어'(영어: Simple English)는 통상적인 영어와 별로 다르지 않다. 그래서 쉬운 영어 위키백과는 1,500개 이내의 일반적이고 기본적인 단어를 사용하고, 문법적으로 복잡한 구문의 사용을 지양하고 있다 (단, 개별 문서의 내용은 일반적인 수준을 확보하고 있다). 물론 한 문서를 영어판과 쉬운 영어판 위키백과 양쪽 모두에 투고하는 것도 가능하다. 대부분의 문서는 특별히 선택된 2,000개의 단어 이내에서 집필되고 있으므로, 영어가 모국어가 아닌 사람도 몇 개월만 공부하면 읽을 수 있게 된다.
그러나 영어의 관용적인 표현을 2,000개의 단어 이내로 설명하는 것은 쉽지 않다. 또한 어휘나 시제, 접두어에 관해서 미리 정해진 방침은 없다. 어휘 수와 난이도를 엄격히 제한하는 것이 어렵기 때문에, 쉬운 영어로 문서를 작성할 때 그 단어를 독자가 쉽게 이해할 수 있다고 생각한다면, 어떤 단어를 이용해도 쉬운 영어로 작성된 것으로 본다.
한편 그 단어가 쉬운 단어가 아니라서 좀처럼 사용되지 않는다면, 새로 문서를 만들어, 거기서 설명하도록 권장하고 있다.

## 같이 보기
- 영어 위키백과